# Oxinam
Oxinam är en ort i Mexiko.   Den ligger i kommunen Mitontic och delstaten Chiapas, i den sydöstra delen av landet, 800 km öster om huvudstaden Mexico City. Oxinam ligger 2 031 meter över havet och antalet invånare är 1 033.
Terrängen runt Oxinam är varierad. Runt Oxinam är det tätbefolkat, med 319 invånare per kvadratkilometer. Närmaste större samhälle är San Cristóbal de las Casas, 17,6 km sydväst om Oxinam. I omgivningarna runt Oxinam växer i huvudsak städsegrön lövskog.